# Lista episoadelor din Dosarele X
Aceasta este o listă a episoadelor serialului de televiziune american Dosarele X.
Sezonul 1
- Episodul 0: Pilot

Data difuzării: 10 septembrie 1993
- Episodul 1: Deep Throat

Data difuzării: 17 septembrie 1993
- Episodul 2: Squeeze

Data difuzării: 24 septembrie 1993
- Episodul 3: Conduit

Data difuzării: 1 octombrie 1993
- Episodul 4: The Jersey Devil

Data difuzării: 8 octombrie 1993
- Episodul 5: Shadows

Data difuzării: 22 octombrie 1993
- Episodul 6: Ghost in the Machine

Data difuzării: 29 octombrie 1993
- Episodul 7: Ice

Data difuzării: 5 noiembrie 1993
- Episodul 8: Space

Data difuzării: 12 noiembrie 1993
- Episodul 9: Fallen Angel

Data difuzării: 19 noiembrie 1993
- Episodul 10: Eve

Data difuzării: 10 decembrie 1993
- Episodul 11: Fire

Data difuzării: 17 decembrie 1993
- Episodul 12: Beyond the Sea

Data difuzării: 7 ianuarie 1994
- Episodul 13: Gender Bender

Data difuzării: 21 ianuarie 1994
- Episodul 14: Lazarus

Data difuzării: 4 februarie 1994
- Episodul 15: Young at Heart

Data difuzării: 11 februarie 1994
- Episodul 16: E.B.E.

Data difuzării: 18 februarie 1994
- Episodul 17: Miracle Man

Data difuzării: 18 martie 1994
- Episodul 18: Shapes

Data difuzării: 1 aprilie 1994
- Episodul 19: Darkness Falls

Data difuzării: 15 aprilie 1994
- Episodul 20: Tooms

Data difuzării: 22 aprilie 1994
- Episodul 21: Born Again

Data difuzării: 29 aprilie 1994
- Episodul 22: Roland

Data difuzării: 6 mai 1994
- Episodul 23: The Erlenmeyer Flask

Data difuzării: 13 mai 1994
Sezonul 2
- Episodul 1: Little Green Men

Data difuzării: 16 septembrie 1994
- Episodul 2: The Host

Data difuzării: 23 septembrie 1994
- Episodul 3: Blood

Data difuzării: 30 septembrie 1994
- Episodul 4: Sleepless

Data difuzării: 7 octombrie 1994
- Episodul 5: Duane Barry

Data difuzării: 14 octombrie 1994
- Episodul 6: Ascension

Data difuzării: 21 octombrie 1994
- Episodul 7: 3

Data difuzării: 4 noiembrie 1994
- Episodul 8: One Breath

Data difuzării: 11 noiembrie 1994
- Episodul 9: Firewalker

Data difuzării: 18 noiembrie 1994
- Episodul 10: Red Museum

Data difuzării: 9 noiembrie 1994
- Episodul 11: Excelsis Dei

Data difuzării: 16 decembrie 1994
- Episodul 12: Aubrey

Data difuzării: 6 ianuarie 1995
- Episodul 13: Irresistible

Data difuzării: 13 ianuarie 1995
- Episodul 14: Die Hand die verletzt

Data difuzării: 27 ianuarie 1995
- Episodul 15: Fresh Bones

Data difuzării: 3 februarie 1995
- Episodul 16: Colony

Data difuzării: 10 februarie 1995
- Episodul 17: End Game

Data difuzării: 17 februarie 1995
- Episodul 18: Fearful Symmetry

Data difuzării: 24 februarie 1995
- Episodul 19: Død Kalm

Data difuzării: 10 martie 1995
- Episodul 20: Humbug

Data difuzării: 31 martie 1995
- Episodul 21: The Calusari

Data difuzării: 14 aprilie 1995
- Episodul 22: F. Emasculata

Data difuzării: 28 aprilie 1995
- Episodul 23: Soft Light

Data difuzării: 5 mai 1995
- Episodul 24: Our Town

Data difuzării: 12 mai 1995
- Episodul 25: Anasazi

Data difuzării: 19 mai 1995
Sezonul 3
- Episodul 1: The Blessing Way

Data difuzării: 22 septembrie 1995
- Episodul 2: Paper Clip

Data difuzării: 29 septembrie 1995
- Episodul 3: D.P.O.

Data difuzării: 6 octombrie 1995
- Episodul 4: Clyde Bruckman's Final Repose

Data difuzării: 13 octombrie 1995
- Episodul 5: The List

Data difuzării: 20 octombrie 1995
- Episodul 6: 2Shy

Data difuzării: 3 noiembrie 1995
- Episodul 7: The Walk

Data difuzării: 10 noiembrie 1995
- Episodul 8: Oubliette

Data difuzării: 17 noiembrie 1995
- Episodul 9: Nisei

Data difuzării: 24 noiembrie 1995
- Episodul 10: 731

Data difuzării: 1 decembrie 1995
- Episodul 11: Revelations

Data difuzării: 15 decembrie 1995
- Episodul 12: War of the Coprophages

Data difuzării: 5 ianuarie 1996
- Episodul 13: Syzygy

Data difuzării: 26 ianuarie 1996
- Episodul 14: Grotesque

Data difuzării: 2 February 1996
- Episodul 15: Piper Maru

Data difuzării: 9 februarie 1996
- Episodul 16: Apocrypha

Data difuzării: 16 februarie 1996
- Episodul 17: Pusher

Data difuzării: 23 februarie 1996
- Episodul 18: Teso dos Bichos

Data difuzării: 8 martie 1996
- Episodul 19: Hell Money

Data difuzării: 29 martie 1996
- Episodul 20: Jose Chung's From Outer Space

Data difuzării: 12 aprilie 1996
- Episodul 21: Avatar

Data difuzării: 26 aprilie 1996
- Episodul 22: Quagmire

Data difuzării: 3 mai 1996
- Episodul 23: Wetwired

Data difuzării: 10 mai 1996
- Episodul 24: Talitha Cumi

Data difuzării: 17 mai 1996
Sezonul 4
- Episodul 1: Herrenvolk

Data difuzării: 4 octombrie 1996
- Episodul 2: Home

Data difuzării: 11 octombrie 1996
- Episodul 3: Teliko

Data difuzării: 18 octombrie 1996
- Episodul 4: Unruhe

Data difuzării: 27 octombrie 1996
- Episodul 5: The Field Where I Died

Data difuzării: 3 noiembrie 1996
- Episodul 6: Sanguinarium

Data difuzării: 10 noiembrie 1996
- Episodul 7: Musings of a Cigarette Smoking Man

Data difuzării: 17 noiembrie 1996
- Episodul 8: Tunguska

Data difuzării: 24 noiembrie 1996
- Episodul 9: Terma

Data difuzării: 1 decembrie 1996
- Episodul 10: Paper Hearts

Data difuzării: 15 decembrie 1996
- Episodul 11: El Mundo Gira

Data difuzării: 12 ianuarie 1997
- Episodul 12: Leonard Betts

Data difuzării: 26 ianuarie 1997
- Episodul 13: Never Again

Data difuzării: 2 februarie 1997
- Episodul 14: Memento Mori

Data difuzării: 9 februarie 1997
- Episodul 15: Kaddish

Data difuzării: 16 februarie 1997
- Episodul 16: Unrequited

Data difuzării: 23 februarie 1997
- Episodul 17: Tempus Fugit

Data difuzării: 16 martie 1997
- Episodul 18: Max

Data difuzării: 23 martie 1997
- Episodul 19: Synchrony

Data difuzării: 13 aprilie 1997
- Episodul 20: Small Potatoes

Data difuzării: 20 aprilie 1997
- Episodul 21: Zero Sum

Data difuzării: 27 aprilie 1997
- Episodul 22: Elegy

Data difuzării: 4 mai 1997
- Episodul 23: Demons

Data difuzării: 11 mai 1997
- Episodul 24: Gethsemane

Data difuzării: 18 mai 1997
Sezonul 5
- Episodul 1: Redux

Data difuzării: 2 noiembrie 1997
- Episodul 2: Redux II

Data difuzării: 9 noiembrie 1997
- Episodul 3: Unusual Suspects

Data difuzării: 16 noiembrie 1997
- Episodul 4: Detour

Data difuzării: 23 noiembrie 1997
- Episodul 5: The Post-Modern Prometheus

Data difuzării: 30 noiembrie 1997
- Episodul 6: Christmas Carol

Data difuzării: 7 decembrie 1997
- Episodul 7: Emily

Data difuzării: 14 decembrie 1997
- Episodul 8: Kitsunegari

Data difuzării: 4 ianuarie 1998
- Episodul 9: Schizogeny

Data difuzării: 11 ianuarie 1998
- Episodul 10: Chinga

Data difuzării: 8 februarie 1998
- Episodul 11: Kill Switch

Data difuzării: 15 februarie 1998
- Episodul 12: Bad Blood

Data difuzării: 22 februarie 1998
- Episodul 13: Patient X

Data difuzării: 1 martie 1998
- Episodul 14: The Red and the Black

Data difuzării: 8 martie 1998
- Episodul 15: Travelers

Data difuzării: 29 martie 1998
- Episodul 16: Mind's Eye

Data difuzării: 19 aprilie 1998
- Episodul 17: All Souls

Data difuzării: 26 aprilie 1998
- Episodul 18: The Pine Bluff Variant

Data difuzării: 3 mai 1998
- Episodul 19: Folie a Deux

Data difuzării: 10 mai 1998
- Episodul 20: The End

Data difuzării: 17 mai 1998
Sezonul 6
- Episodul 1: The Beginning

Data difuzării: 8 noiembrie 1998
- Episodul 2: Drive

Data difuzării: 15 noiembrie 1998
- Episodul 3: Triangle

Data difuzării: 22 noiembrie 1998
- Episodul 4: Dreamland

Data difuzării: 29 noiembrie 1998
- Episodul 5: Dreamland II

Data difuzării: 6 decembrie 1998
- Episodul 6: How the Ghosts Stole Christmas

Data difuzării: 13 decembrie 1998
- Episodul 7: Terms of Endearment

Data difuzării: 3 ianuarie 1999
- Episodul 8: The Rain King

Data difuzării: 10 ianuarie 1999
- Episodul 9: S.R. 819

Data difuzării: 17 ianuarie 1999
- Episodul 10: Tithonus

Data difuzării: 24 ianuarie 1999
- Episodul 11: Two Fathers

Data difuzării: 7 februarie 1999
- Episodul 12: One Son

Data difuzării: 14 februarie 1999
- Episodul 13: Agua Mala

Data difuzării: 21 februarie 1999
- Episodul 14: Monday

Data difuzării: 28 februarie 1999
- Episodul 15: Arcadia

Data difuzării: 7 martie 1999
- Episodul 16: Alpha

Data difuzării: 28 martie 1999
- Episodul 17: Trevor

Data difuzării: 11 aprilie 1999
- Episodul 18: Milagro

Data difuzării: 18 aprilie 1999
- Episodul 19: The Unnatural

Data difuzării: 25 aprilie 1999
- Episodul 20: Three of a Kind

Data difuzării: 2 mai 1999
- Episodul 21: Field Trip

Data difuzării: 9 mai 1999
- Episodul 22: Biogenesis

Data difuzării: 16 mai 1999

Sezonul 7
- Episodul 1: The Sixth Extinction

Data difuzării: 7 November 1999
- Episodul 2: The Sixth Extinction II: Amor Fati

Data difuzării: 14 November 1999
- Episodul 3: Hungry

Data difuzării: 21 November 1999
- Episodul 4: Millennium

Data difuzării: 28 November 1999
- Episodul 5: Rush

Data difuzării: 5 December 1999
- Episodul 6: The Goldberg Variation

Data difuzării: 12 December 1999
- Episodul 7: Orison

Data difuzării: 9 January 2000
- Episodul 8: The Amazing Maleeni

Data difuzării: 16 January 2000
- Episodul 9: Signs & Wonders

Data difuzării: 23 January 2000
- Episodul 10: Sein und Zeit

Data difuzării: 6 February 2000
- Episodul 11: Closure

Data difuzării: 13 February 2000
- Episodul 12: X-Cops

Data difuzării: 20 February 2000
- Episodul 13: First Person Shooter

Data difuzării: 27 February 2000
- Episodul 14: Theef

Data difuzării: 12 March 2000
- Episodul 15: En Ami

Data difuzării: 19 March 2000
- Episodul 16: Chimera

Data difuzării: 2 April 2000
- Episodul 17: All Things

Data difuzării: 9 April 2000
- Episodul 18: Brand X

Data difuzării: 16 April 2000
- Episodul 19: Hollywood A.D.

Data difuzării: 30 April 2000
- Episodul 20: Fight Club

Data difuzării: 7 May 2000
- Episodul 21: Je Souhaite

Data difuzării: 14 May 2000
- Episodul 22: Requiem

Data difuzării: 21 May 2000
Sezonul 8
- Episodul 1: Within

Data difuzării: 5 noiembrie 2000
- Episodul 2: Without

Data difuzării: 12 noiembrie 2000
- Episodul 3: Patience

Data difuzării: 19 noiembrie 2000
- Episodul 4: Roadrunners

Data difuzării: 26 noiembrie 2000
- Episodul 5: Invocation

Data difuzării: 3 decembrie 2000
- Episodul 6: Redrum

Data difuzării: 10 decembrie 2000
- Episodul 7: Via Negativa

Data difuzării: 17 decembrie 2000
- Episodul 8: Surekill

Data difuzării: 7 ianuarie 2001
- Episodul 9: Salvage

Data difuzării: 14 ianuarie 2001
- Episodul 10: Badlaa

Data difuzării: 21 ianuarie 2001
- Episodul 11: The Gift

Data difuzării: 4 februarie 2001
- Episodul 12: Medusa

Data difuzării: 11 februarie 2001
- Episodul 13: Per Manum

Data difuzării: 18 februarie 2001
- Episodul 14: This Is Not Happening

Data difuzării: 25 februarie 2001
- Episodul 15: Deadalive

Data difuzării: 1 aprilie 2001
- Episodul 16: Three Words

Data difuzării: 8 aprilie 2001
- Episodul 17: Empedocles

Data difuzării: 22 aprilie 2001
- Episodul 18: Vienen

Data difuzării: 29 aprilie 2001
- Episodul 19: Alone

Data difuzării: 6 mai 2001
- Episodul 20: Essence

Data difuzării: 13 mai 2001
- Episodul 21: Existence

Data difuzării: 20 mai 2001
Sezonul 9
- Episodul 1: Nothing Important Happened Today

Data difuzării: 11 noiembrie 2001
- Episodul 2: Nothing Important Happened Today II

Data difuzării: 18 noiembrie 2001
- Episodul 3: Dæmonicus

Data difuzării: 2 decembrie 2001
- Episodul 4: 4-D

Data difuzării: 9 decembrie 2001
- Episodul 5: Lord of the Flies

Data difuzării: 16 decembrie 2001
- Episodul 6: Trust No 1

Data difuzării: 6 ianuarie 2002
- Episodul 7: John Doe

Data difuzării: 13 ianuarie 2002
- Episodul 8: Hellbound

Data difuzării: 27 ianuarie 2002
- Episodul 9: Provenance

Data difuzării: 3 martie 2002
- Episodul 10: Providence

Data difuzării: 10 martie 2002
- Episodul 11: Audrey Pauley

Data difuzării: 17 martie 2002
- Episodul 12: Underneath

Data difuzării: 31 martie 2002
- Episodul 13: Improbable

Data difuzării: 7 aprilie 2002
- Episodul 14: Scary Monsters

Data difuzării: 14 aprilie 2002
- Episodul 15: Jump the Shark

Data difuzării: 21 aprilie 2002
- Episodul 16: William

Data difuzării: 28 aprilie 2002
- Episodul 17: Release

Data difuzării: 5 mai 2002
- Episodul 18: Sunshine Days

Data difuzării: 12 mai 2002
- Episodul 19: The Truth

Data difuzării: 19 mai 2002